# Comitê Paralímpico Asiático

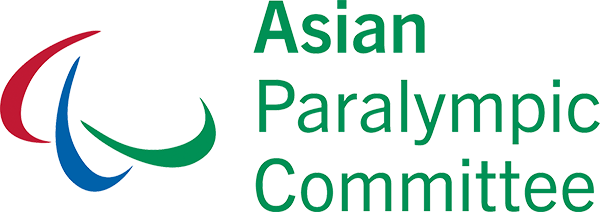
logótipo de Comitê Paraolímpico Asiático

O Comitê Paralímpico Asiático é uma organização internacional responsável por gerir o esporte paralímpico na Ásia. Sua sede fica localizada em Kuala Lumpur, na Malásia.

## História
O Comitê Paralímpico Asiático foi formado em 2006, quando a Federação Fespic foi dividida em duas instituições separadas, dando origem ao Comitê Paralímpico Asiático e ao Comitê Paralímpico da Oceania.

## Membros
O Comitê Paralímpico Asiático possui atualmente 41 membros, que estão aptos a participarem dos Jogos Para-Asiáticos. Os membros são os seguintes:
| Nação                  | Comitê Paralímpico Nacional                                                        | Ref.  |
| ---------------------- | ---------------------------------------------------------------------------------- | ----- |
| Afeganistão            | Comitê Paralímpico do Afeganistão                                                  | [ 3 ] |
| Arábia Saudita         | Comitê Paralímpico da Arábia Saudita                                               | [ 3 ] |
| Bahrein                | Suspenso                                                                           | [ 3 ] |
| Bangladesh             | Comitê Paralímpico Nacional de Bangladesh                                          | [ 3 ] |
| Brunei                 | Conselho Paralímpico de Brunei Darussalam                                          | [ 3 ] |
| Camboja                | Comitê Paralímpico Nacional do Camboja                                             | [ 3 ] |
| Catar                  | Comitê Paralímpico do Catar                                                        | [ 3 ] |
| Cazaquistão            | Comitê Paralímpico Nacional do Cazaquistão                                         | [ 3 ] |
| China                  | Comitê Paralímpico Chinês                                                          | [ 3 ] |
| Coreia do Sul          | Comitê Paralímpico Coreano                                                         | [ 3 ] |
| Emirados Árabes Unidos | Comitê Paralímpico dos Emirados Árabes Unidos                                      | [ 3 ] |
| Filipinas              | Associação Esportiva Filipina dos Diferentemente Capacitados                       | [ 3 ] |
| Hong Kong              | Comitê Paralímpico de Hong Kong & Associação Esportiva para os Deficientes Físicos | [ 3 ] |
| Índia                  | Comitê Paralímpico da Índia                                                        | [ 3 ] |
| Indonésia              | Comitê Paralímpico Nacional da Indonésia                                           | [ 3 ] |
| Irão                   | Comitê Paralímpico Nacional da República Islâmica do Irã                           | [ 3 ] |
| Iraque                 | Comitê Paralímpico Nacional Iraquiano                                              | [ 3 ] |
| Japão                  | Comitê Paralímpico do Japão                                                        | [ 3 ] |
| Jordânia               | Comitê Paralímpico da Jordânia                                                     | [ 3 ] |
| Kuwait                 | Comitê Paralímpico do Kuwait                                                       | [ 3 ] |
| Laos                   | Comitê Paralímpico Laociano                                                        | [ 3 ] |
| Líbano                 | Comitê Paralímpico Libanês                                                         | [ 3 ] |
| Macau                  | Associação Recreativa e Desportiva dos Deficientes de Macau                        | [ 3 ] |
| Malásia                | Conselho Paralímpico Malaio                                                        | [ 3 ] |
| Myanmar                | Comitê Paralímpico Nacional de Mianmar                                             | [ 3 ] |
| Mongólia               | Comitê Paralímpico Mongol                                                          | [ 3 ] |
| Nepal                  | Comitê Paralímpico Nacional do Nepal                                               | [ 3 ] |
| Omã                    | Comitê Paralímpico de Omã                                                          | [ 3 ] |
| Palestina              | Comitê Paralímpico Palestino                                                       | [ 3 ] |
| Paquistão              | Comitê Paralímpico Nacional do Paquistão                                           | [ 3 ] |
| Quirguistão            | Federação Paralímpica Nacional da República Quirguiz                               | [ 3 ] |
| Singapura              | Conselho Paralímpico Nacional de Singapura                                         | [ 3 ] |
| Síria                  | Comitê Paralímpico Sírio                                                           | [ 3 ] |
| Sri Lanka              | Federação Nacional de Esportes para os Deficientes                                 | [ 3 ] |
| Tajiquistão            | Comitê Paralímpico Tadjique                                                        | [ 3 ] |
| Tailândia              | Comitê Paralímpico da Tailândia                                                    | [ 3 ] |
| Taipé Chinesa          | Comitê Paralímpico da Taipé Chinesa                                                | [ 3 ] |
| Timor-Leste            | Comitê Paralímpico Nacional de Timor-Leste                                         | [ 3 ] |
| Turquemenistão         | Comitê Paralímpico Nacional do Turcomenistão                                       | [ 3 ] |
| Uzbequistão            | Associação Paralímpica Nacional do Uzbequistão                                     | [ 3 ] |
| Vietname               | Comitê Paralímpico do Vietnã                                                       | [ 3 ] |